# Fun (groupe)
Pour les articles homonymes, voir fun (homonymie).
Fun (stylisé fun.) est un groupe d'indie pop américain, originaire de New-York. Il est formé par Nate Ruess, ancien membre du groupe The Format. Ruess quitte l'Arizona pour développer sa carrière à New York. Ruess a formé le groupe avec Andrew Dost du groupe Anathallo et Jack Antonoff de Steel Train. Fun a enregistré son premier album, Aim and Ignite en août 2008 avec le producteur Steven McDonald et l'arrangeur Roger Joseph Manning, Jr., l'ancien pianiste de Jellyfish.

## Biographie

### Débuts (2008)
En février 2008, The Format se sépare, et Nate Ruess a immédiatement demandé à Andrew Dost du groupe Anathallo, et à Jack Antonoff de Steel Train, de se joindre à son projet. Dost a tourné avec The Format et Ruess a connu Antonoff après que The Format ait tourné avec Steel Train. Les trois hommes ont commencé à travailler ensemble dans le New Jersey après une semaine, où Ruess a chanté des mélodies dont la musique avait été écrite par les deux autres. La première chanson qu'ils ont enregistrée comme démo était Benson Hedges, qui a été diffusée gratuitement après la publication d'un article publié le 20 septembre 2010 dans le magazine musical Spin à propos de ce nouveau projet.

### Aim and Ignite(2009–2010)
Le premier single, At Least I'm Not As Sad (As I Used to Be), est disponible gratuitement en téléchargement par l'inscription à sa liste d'abonnés, le 6 avril 2009. De plus, le groupe annonce qu'à condition que sa page Facebook atteigne 40 000 fans avant le 1er décembre 2009, un nouveau single de Noël, Believe in Me serait enregistré pour eux. Ce but a été atteint, et Fun sort son single gratuitement.
Aim and Ignite est publié le 25 août 2009, et bien accueilli par la presse spécialisée. Drew Beringer de AbsolutePunk le félicite pour sa sonorité pop « qui doit être comme il se doit. » AllMusic le considère comme un album « progressif, mais de la meilleure manière possible » et félicite les paroles de Ruess pour avoir « exploré de plus vastes vérités de la vie. » Dave de Sylvia de Sputnikmusic explique que Aim and Ignite « n'est pas l'album pop le consistant » mais le recommande pour ses pistes « bien mixées et arrangées par des musiciens qui comprennent clairement les limites et le potentiel de la pop. » Estella Hung de PopMatters est moins impressionnée par l'album. Elle félicite les chansons Be Calm et The Gambler, mais critique les paroles et la production des premiers morceaux de l'album.
Fun commence sa première tournée nord-américaine le 8 novembre 2008, ouvrant pour Jack's Mannequin, puis encore une fois pour eux en février 2010, suivie par une tournée britannique en avril 2010. En avril 2010, Fun soutien Paramore à leur tournée en tête d'affiche. Le groupe embarque ensuite dans une tournée britannique complète en mai. Le 4 août 2010, Fun annonce avoir signé au label Fueled by Ramen. En 2010, leur single Walking the Dog est utilisée dans une publicité pour le site web de voyages Expedia.com. Will Noon (ex-Straylight Run) joue pour le groupe en tournée. Ils sortent aussi le single Walking the Dog dont la version acoustique est distribuée gratuitement par Hassle Records.

### Some Nightset pause (2011–2015)
Le 29 février 2012, le groupe commence une tournée nord-américaine en soutien à l'album Some Nights. Le 7 mars 2012, leur single We Are Young atteint la première place du Billboard Hot 100. Le 11 avril 2012, Billboard.com annonce que We Are Young atteint les classements Digital Sales. Le groupe joue We Are Young aux MTV Europe Music Awards le 11 novembre 2012. Le 24 octobre 2012, le clip du troisième single, Carry On, est publié. Le 3 novembre 2012, Fun joue les morceaux Some Nights et Carry On au programme Saturday Night Live.
Le 10 février 2013, le groupe remporte ses deux premiers Grammy Awards sur six nominations, pour la révélation de l'année et la chanson de l'année (We Are Young). En outre, ils ont fait une prestation remarquée en direct de Carry On. Le 21 juin 2013, Fun joue aux côtés de Paramore en première partie du concert du groupe Muse au Stade de France.
Le 4 février 2015, le groupe annonce sur Facebook que les membres vont poursuivre leurs projets respectifs, sans pour autant se séparer.

## Membres

### Membres actuels
- Nate Ruess — voix
- Andrew Dost — voix, piano, clavier, trompette, bugle, glockenspiel, guitare, batterie, guitare basse
- Jack Antonoff — guitare, batterie, percussion, voix

### Membres de tournée
- Jon « Jonny Thunder » Goldstein — batterie (2008-2010)
- Will Noon — batterie (2010)
- Nate Harold — guitare basse (2009-2015)
- Rob Kroehler — guitare (2008-2010)
- Maggie Malyn — violon (2008)
- Emily Moore — guitare, clavier (2009-2015)
- Michael Newstead — guitare basse (2010)

## Discographie

### Albums studio
En 2014, ils sortent une dernière chanson avant leur pause:”Sight of the sun” - 3:30
Classement albums dans les hit-parades
| Titre          | Détails                                                                                           | Meilleure position | Meilleure position | Meilleure position | Meilleure position | Meilleure position | Meilleure position | certifications et ventes                                                                       |
| Titre          | Détails                                                                                           | États-Unis         | États-Unis Alt     | États-Unis Rock    | Australie          | Canada             | Nouvelle-Zélande   | certifications et ventes                                                                       |
| -------------- | ------------------------------------------------------------------------------------------------- | ------------------ | ------------------ | ------------------ | ------------------ | ------------------ | ------------------ | ---------------------------------------------------------------------------------------------- |
| Aim and Ignite | - Sortie : 25 août 2009 - Label : Nettwerk - Formats : CD, digital download                       | 71                 | 20                 | 23                 | —                  | —                  | —                  |                                                                                                |
| Some Nights    | - Sortie : 21 février 2012 - Label: Fueled by Ramen - Formats: CD, téléchargement digital, vinyle | 3                  | 1                  | 1                  | 2                  | 5                  | 3                  | - USA : Platine (1,145 million) - AUS : Platine - UK : Platine - CAN : Platine - N-Z : Platine |

### Albums live
- 2010 : Fun. Live at Fingerprints (Nettwerk)
- 2013 : Before Shane Went To Bangkok: FUN. Live In The USA

### Singles
| 2009                                                                           | At Least I'm Not as Sad (As I Used to Be) | —  | —  | — | —  | —  | —  | —  | —  | —   | —  | | Aim and Ignite |
| 2009                                                                           | All the Pretty Girls                      | —  | —  | — | —  | —  | —  | —  | —  | —   | —  | | Aim and Ignite |
| 2010                                                                           | Believe in Me                             | —  | —  | — | —  | —  | —  | —  | —  | —   | —  | | Single à part  |
| 2010                                                                           | Walking the Dog                           | —  | —  | — | —  | —  | —  | —  | —  | —   | —  | | Aim and Ignite |
| 2011                                                                           | C'mon (avec Panic! at the Disco)          | —  | —  | — | —  | —  | —  | —  | —  | —   | —  | | Single à part  |
| 2011                                                                           | We Are Young (featuring Janelle Monáe)    | 1  | 1  | 1 | 1  | 2  | 10 | 2  | 4  | 1   | 7  | - Australie ARIA : 5 × Platine - Canada MC : 7 × Platine - États-Unis RIAA : 6 × Platine - France SNEP : Or - Nouvelle-Zélande RIANZ : 2 × Platine - Royaume-Uni BPI : Platine, | Some Nights    |
| 2012                                                                           | Some Nights                               | 3  | 1  | 6 | 4  | 9  | 19 | 1  | 14 | 14  | 37 | - USA : 4 × Platine - AUS : 5 × Platine - AUT : Or - N-Z : 2 × Platine - CAN : 5 × Platine - ITA : Platine - UK : Argent                                                        | Some Nights    |
| 2012                                                                           | Carry On                                  | 20 | 44 | — | 18 | 46 | —  | 28 | —  | 126 | —  | - USA : Platine - CAN : Platine - ITA : Or | Some Nights    |
| « — » signifie que le single n'est pas sorti ou n'est pas classé dans le pays. |                                           |    |    |   |    |    |    |    |    |     |    | |                |